# Beresheet
Pour les articles homonymes, voir Bereshit.
Beresheet, ou Bereshit en français (בְּרֵאשִׁית en hébreu, signifiant Au commencement et premier mot de la Bible), est une petite sonde spatiale développée par une équipe d'ingénieurs et techniciens israéliens réunis au sein de la société israélienne SpaceIL créée pour tenter de remporter le Google Lunar X Prize. Ce prix de 20 millions de dollars, visant à stimuler les initiatives privées en matière d'exploration spatiale, devait récompenser les équipes parvenant à envoyer un robot se poser sur la Lune, parcourir au moins 500 mètres et transmettre des vidéos, images et autres données vers la Terre. Aucun candidat n'ayant atteint l'objectif à la date fixée par le concours, celui-ci est annulé. Mais l'équipe israélienne décide de poursuivre son projet. 
Beresheet est un petit atterrisseur dont la masse atteint 585 kg et qui emporte une charge utile comprenant des caméras et un magnétomètre. Le 22 février 2019, l'engin spatial est placé sur une orbite terrestre elliptique par une fusée Falcon 9. Il réussit à s'insérer en orbite lunaire le 4 avril. Au cours des jours suivants, Beresheet modifie son orbite pour abaisser son périgée puis, le 11 avril 2019, entame la descente vers le sol lunaire en utilisant sa propulsion pour réduire sa vitesse. La sonde spatiale rencontre des problèmes avec sa propulsion dont le fonctionnement est interrompu avant de reprendre alors que l'altitude est déjà trop basse. L'équipe au sol perd le contact avec Beresheet alors que l'engin se trouve à une centaine de mètres de la surface de la Lune et que sa vitesse est encore de plusieurs centaines de km/h. La sonde, insuffisamment ralentie, s'écrase sur le sol lunaire.
Beresheet est la première sonde spatiale envoyée au-delà de l'orbite terrestre sans bénéficier du support d'une agence spatiale et avec un budget réduit tout en visant un objectif ambitieux : seules trois agences spatiales ont réussi jusque-là à poser un engin spatial sur la surface de la Lune. La réussite de ce projet, réalisé avec des moyens limités (environ 90 millions €), aurait constitué un événement important dans le domaine de l'exploration spatiale.

## Contexte
Le concours Google Lunar X Prize, créé en 2007 à l'initiative de la société Google, prévoyait de verser 20 millions de dollars américains à la première équipe capable d'envoyer avant une date donnée (initialement 2015 puis mars 2018) un robot sur la surface de la Lune à condition que celui-ci parcoure sur le sol lunaire au moins 500 mètres et qu'il transmette des vidéos et des images à haute résolution. Cet objectif très ambitieux n'a jusqu'à présent été réussi que par les agences spatiales de trois pays dans le monde (États-Unis, Union soviétique et Chine). Ce concours, créé sur le modèle du Ansari X Prize, avait pour objectif de stimuler le développement de l'activité spatiale en encourageant les solutions permettant d'abaisser les coûts de l'exploration du système solaire par des robots.
Le projet israélien Beresheet, débute en 2011 alors que 32 équipes sont en compétition. Yariv Bash, cofondateur d'une société fabriquant des drones, et deux de ses amis décident de se lancer dans l'aventure. Une société sans but lucratif, SpaceIL, est créée pour mener à bien le développement de la sonde spatiale. Celle-ci parvient progressivement à collecter environ 90 millions € auprès de donateurs individuels mais également de partenaires institutionnels. Le principal donateur est le millionnaire israélien Morris Kahn (en). La construction proprement dite de l'engin spatial débute en 2013. La société Israel Aerospace Industries, leader national dans le domaine aérospatial, est chargé de la réalisation de la sonde spatiale. Aucune équipe n'ayant atteint les objectifs en mars 2018, Google annonce officiellement que le concours Google Lunar X Prize s'est achevé sans vainqueur. Toutefois cinq équipes, dont SpaceIL, décident de poursuivre leurs travaux malgré la disparition de la récompense financière. SpaceIL est la première équipe à lancer son atterrisseur vers la Lune.

## Objectif de la mission
Le site d'atterrissage retenu est situé dans la mer de la Sérénité dans l'hémisphère nord de la Lune. Des anomalies magnétiques ont été identifiées dans cette région par la sonde soviétique Luna 2, ce qui en fait donc un objectif pertinent pour le magnétomètre, seul instrument scientifique embarqué. Pour remplir les objectifs fixés par le concours Google X Prize, Beresheet devait redécoller brièvement du sol lunaire en utilisant ses moteurs. Compte tenu du risque associé à cette manœuvre, les responsables du projet ont préféré renoncer à cette manœuvre puisque désormais aucun enjeu n'y était plus attaché. La sonde doit se poser au début de la journée lunaire (durée quatorze jours terrestres). La durée de vie de l'engin à la surface est limitée à quelques jours terrestres car il n'est pas conçu pour résister à la forte amplitude thermique du sol lunaire (+100 °C lorsque le Soleil est au zénith et jusqu'à −190 °C durant la longue nuit qui suit). En particulier, la caméra ne peut pas fonctionner à une température supérieure à 85 °C lorsqu'elle est utilisée,.

## Architecture de la mission
Pour pouvoir développer un atterrisseur lunaire avec un budget très réduit, les ingénieurs israéliens ont du faire des choix d'architecture contribuant à accroître le risque pour certaines d'entre elles :
- la masse de l'engin spatial est réduite au minimum. Le carburant représente les trois quarts de la masse. La charge utile (instruments) est pratiquement symbolique et la durée de vie au sol est limitée à quelques jours ;
- pour descendre vers le sol lunaire, les sondes spatiales disposent normalement d'un moteur-fusée dont la poussée est modulable : cette caractéristique permet de compenser la réduction de la masse liée à la consommation des ergols et de corriger la vitesse de la descente. La poussée du moteur choisi pour propulser Beresheet n'est pas modulable afin de limiter son coût : pour parvenir au résultat souhaité, le moteur est donc fréquemment éteint et rallumé durant la descente, ce qui rend plus complexe cette phase de vol critique[4] ;
- une sonde spatiale dépend pour son fonctionnement de très nombreux composants. Pour que la panne d'un composant n'entraîne pas la perte de la mission, ce type d'engin spatial dispose habituellement d'une redondance permettant de faire face à une défaillance de ses composants critiques. Mais ce dispositif coûteux n'a pas pu être retenu pour Beresheet[4] ;
- la fusée Falcon 9 place la sonde spatiale sur une orbite elliptique dont l'apogée et le périgée sont progressivement relevés. L'injection de la sonde spatiale sur une trajectoire directe vers la Lune aurait entraîné un important surcoût.

## Caractéristiques techniques de la sonde spatiale

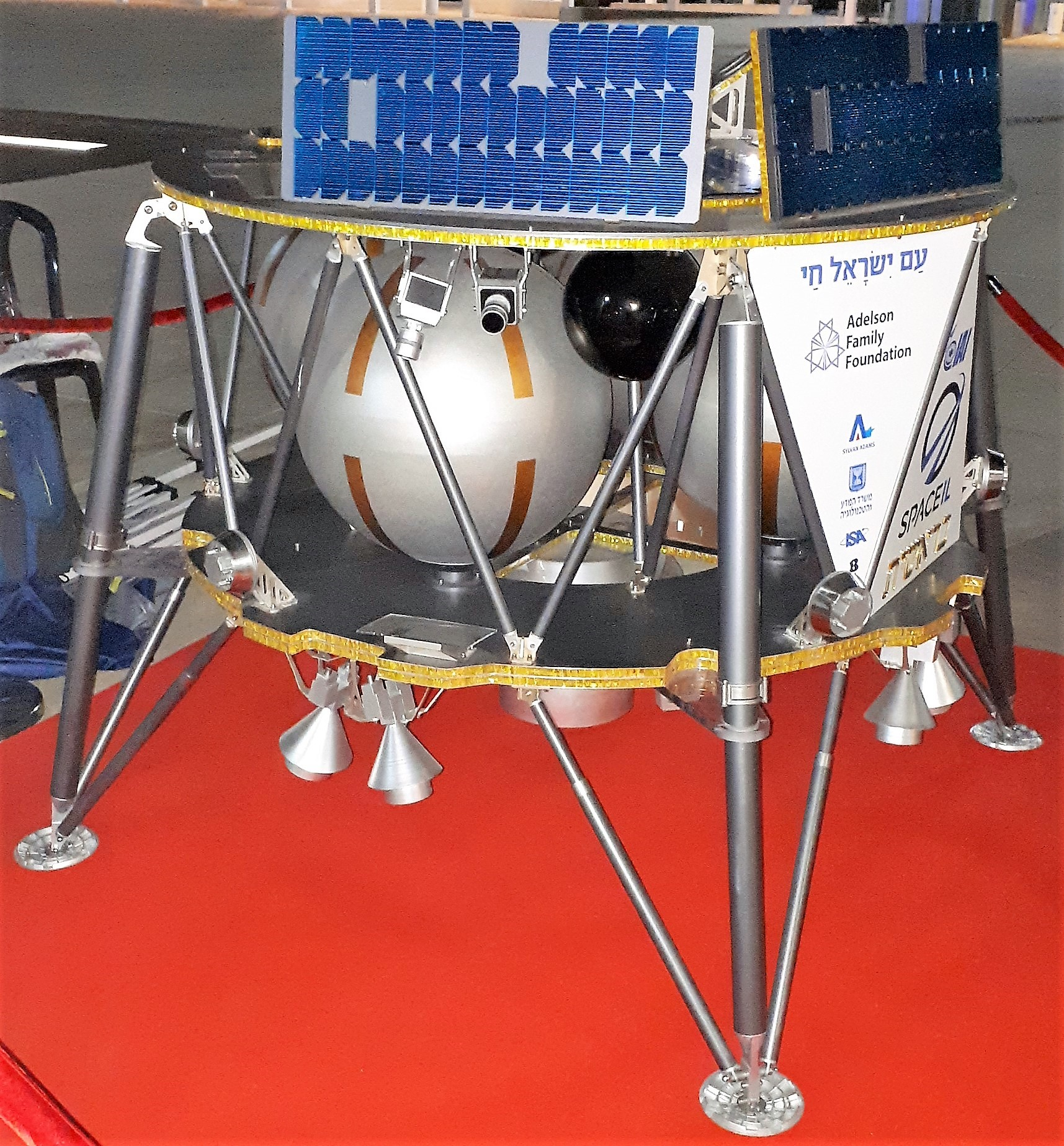
Maquette de Beresheet.

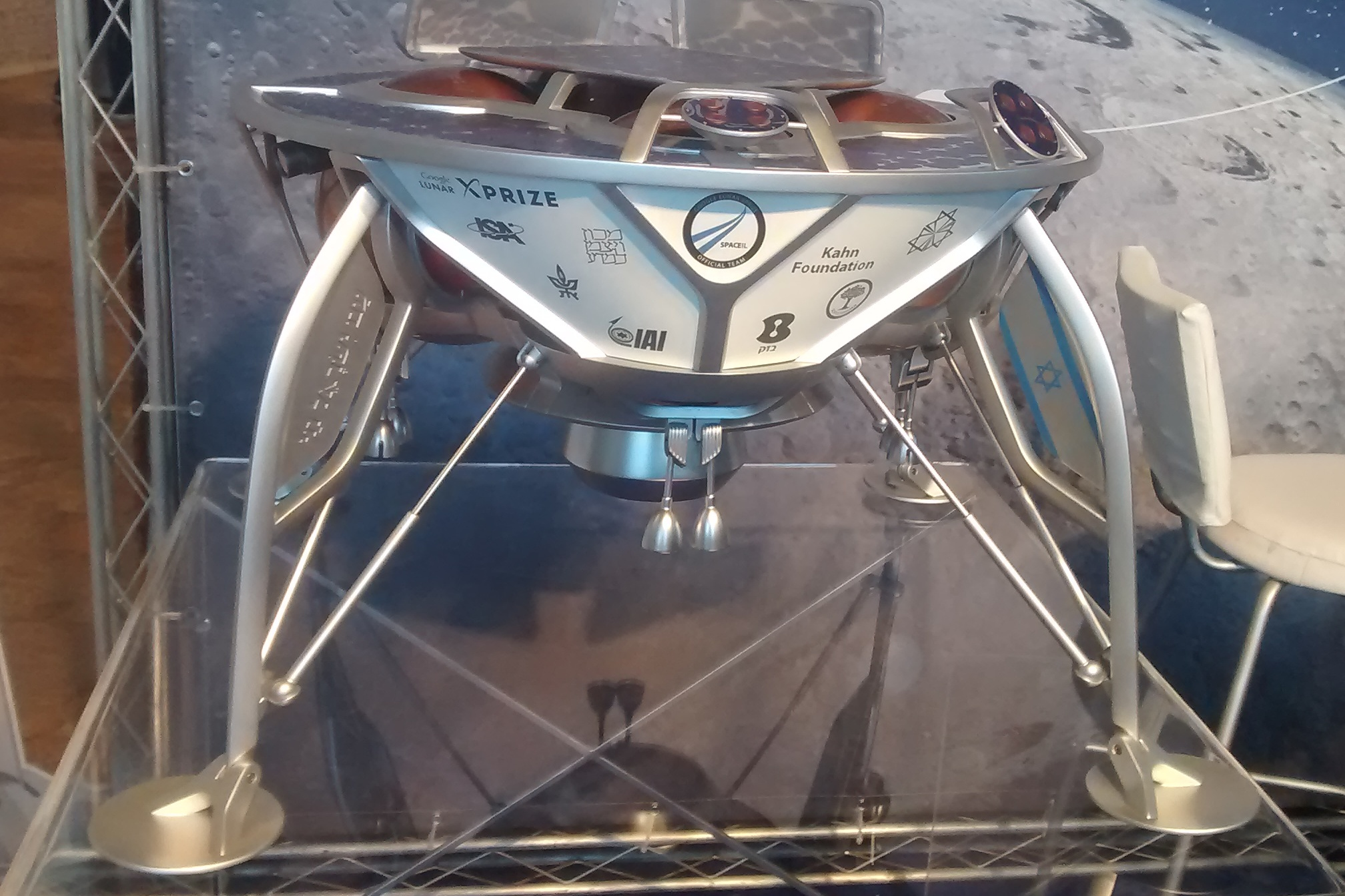
Modèle de la sonde Beresheet

L'atterrisseur Beresheet a une masse totale de 585 kg dont 400 kg d'ergols. L'engin spatial a un diamètre de deux mètres et une hauteur de 1,5 mètre. Les changements d'orbite et l'atterrissage sont pris en charge par un moteur-fusée unique LEROS (en) 2b, de fabrication anglaise, brûlant un mélange de MMH et de peroxyde d'azote et d'une poussée de 407 newtons (impulsion spécifique 318 secondes). Ce moteur d'une masse de 5 kilogrammes équipe habituellement des satellites et des sondes spatiales. Les ergols liquides sont mis sous pression par de l'hélium,. Huit petits moteurs-fusées sont chargés de contrôler l'orientation de la sonde spatiale en utilisant pour déterminer son orientation différents capteurs tels que des centrales à inertie, etc. Pour la phase d'atterrissage, la sonde spatiale dispose d'un lidar qui mesure la distance qui la sépare du sol. Pour limiter le coût de l'atterrisseur, aucune redondance n'est prévue pour pallier une éventuelle défaillance d'un des composants. Le train d'atterrissage, déployé peu avant l'atterrissage, comprend quatre pieds. Chacun comprend deux mécanismes permettant d'amortir la vitesse résiduelle au moment de l'atterrissage : une structure en nid d'abeilles conçue pour s'écraser et des lames formant ressort fixées sur des contrefiches télescopiques,,,. 

### Charge utile
La sonde spatiale emporte trois instruments,, :
- le seul instrument scientifique est un magnétomètre développé par l'Institut Weizmann qui doit être utilisé pour mesurer le champ magnétique de la Lune ;
- la sonde spatiale dispose de 6 caméras de 8 mégapixels achetées « sur étagère » (de série) mais conçues pour résister à un environnement hostile (température). Cinq de ces caméras sont disposées de manière à permettre de réaliser un panoramique. L'objectif dispose d'un champ de vue de 60 × 80° à peu près équivalent à ce que l’œil humain peut percevoir. Le capteur dispose de huit mégapixels ;
- enfin le dernier instrument est un rétroréflecteur laser fourni par la NASA qui sera utilisé pour mesurer la distance Terre-Lune à l'aide d'un laser terrestre. Cette fourniture fait partie d'un accord signé par SpaceIL avec l'agence spatiale américaine qui prévoit la mise à disposition par SpaceIL des données recueillies par le magnétomètre ainsi que l'utilisation par SpaceIL du réseau d'antennes Deep Space Network de la NASA pour communiquer avec la sonde spatiale[10].

La sonde spatiale emporte également une archive numérique de l'Arch Mission Foundation contenant 30 millions de pages numérisées, assemblage d'illustrations et de textes (dont Wikipédia en anglais) donnant un aperçu de notre civilisation. Le support ressemble à disque de la taille d'un DVD, conçu pour être encore lisible dans des milliards d'années, il est en fait constitué d’un empilement de 25 disques de nickel chacun d’une épaisseur de 40 microns.

## Segment terrestre
Le déroulement de la mission est suivi et piloté depuis la salle de contrôle de Israel Aerospace Industries située dans les locaux de la société à Yehud en Israël. Pour surveiller l'état de la sonde spatiale, transmettre des commandes et recevoir les données collectées par les instruments embarqués, le projet mobilise plusieurs antennes paraboliques (Santiago, Kiruna…) dans la première partie du vol puis, lorsque la sonde spatiale se trouve à proximité de la Lune ou à sa surface, le réseau Deep Space Network de la NASA.

## Déroulement de la mission

### Lancement
Beresheet est lancé le 22 février 2019 à 1 h 45 UTC par un lanceur Falcon 9 qui décolle depuis le complexe de lancement 40 de la base de Cap Canaveral. La sonde spatiale constitue une des deux charges utiles secondaires avec le satellite S5 du Air Force Research Laboratory. La charge utile principale de la fusée est le satellite de télécommunications indonésien Nusantara Satu (en). Beresheet est largué par la fusée 33 minutes après le décollage. Il est placé sur une orbite elliptique dont l'apogée se situe à 68 850 km et le périgée à 242 km avec une inclinaison orbitale de 27,6°.

### Transit et insertion en orbite autour de la Lune

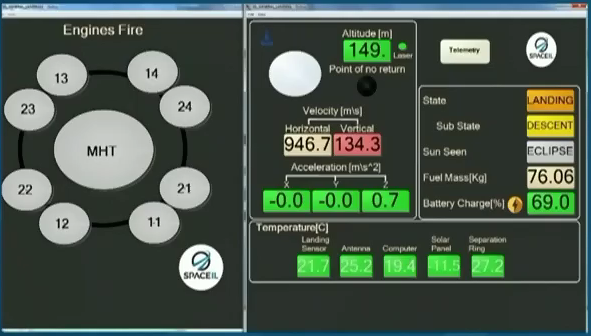
Dernières télémesures envoyées par la sonde spatiale avant l'interruption des communications : dans la cartouche centrale, l'altitude au-dessus du sol n'est plus que de 149 mètres mais les vitesses verticale et horizontale sont respectivement de 134 m/s et de 947 m/s.

La phase de transit jusqu'à la Lune dure 40 jours, soit beaucoup plus que la plupart des missions à destination de la Lune, car pour minimiser le volume de carburant, Beresheet n'emprunte pas une route directe vers la Lune mais utilise sa propulsion à six reprises.
Le 24 février alors que l'engin spatial passe au périgée de son orbite autour de la Terre, le moteur est allumé et l'orbite est portée à 670 × 69 000 km. Le 25 février, l'ordinateur embarqué est victime d'une panne qui diffère la première manœuvre de changement d'orbite. Les 28 février et 7 mars, deux autres mises à feu portent celle-ci à 470 × 271 500 km. Le 19 mars une nouvelle manœuvre, durant laquelle le moteur fonctionne durant une minute, hisse l'apogée jusqu'à 405 000 km au-delà de l'orbite lunaire (350 000 km),. La manœuvre d'insertion en orbite lunaire a lieu le 4 avril 2019 à 14 h 18 TU avec un écart de seulement 9 minutes par rapport au déroulement prévisionnel défini avant le lancement. Pour réaliser cette manœuvre, qui se déroule durant le survol de la face cachée de la Lune, la sonde spatiale utilise durant 9 minutes son propulseur principal réduisant sa vitesse par rapport à la Lune d'environ 280 mètres par seconde. La sonde spatiale circule désormais sur une orbite lunaire de 10 400 × 500 km qu'elle parcourt en environ 14 heures.

### Échec de l'alunissage

Site du crash de Beresheet photographié par LRO.

Le 6 avril, une nouvelle manœuvre réduit l'aposélène de 10 400 à 750 km. Deux nouvelles corrections orbitales effectuées les 8 et 10 avril placent Beresheet sur une orbite lunaire de 200 × 450 kilomètres avec une périodicité de 2 heures. Un jour plus tard, la sonde spatiale utilise à nouveau sa propulsion pour réduire son orbite autour de la Lune à 16 × 197 km,. 
Lorsque la sonde spatiale atteint le périsélène de son orbite, le 11 avril vers 19 h 11 TU, elle remet en marche sa propulsion pour réduire sa vitesse et entamer la phase d'alunissage. Sa vitesse initiale est de 1,7 km/s. Au début de sa phase propulsée, la sonde spatiale réalise et transmet une photo de la surface de la Lune. À 19 h 21, une des centrales à inertie cesse de fonctionner et doit être réinitialisée. Durant une brève période, Beresheet ne transmet plus de télémesures. Immédiatement après, le moteur cesse de fonctionner. L'équipe sur Terre envoie des commandes pour remettre en marche le moteur mais lorsqu'il y parvient l'engin spatial est déjà trop proche de la surface. La vitesse verticale de la sonde spatiale excède largement la valeur prévue. Les dernières données transmises indiquent que l'altitude n'est plus que de 149 mètres alors que la vitesse verticale de Beresheet est de 134 m/s et sa vitesse horizontale de 947 m/s. Le signal est perdu immédiatement après que la sonde spatiale a transmis ces mesures à 19 h 23 TU,,. L'épave de l'alunisseur est identifiée sur une photo prise par l'orbiteur lunaire de la NASA Lunar Reconnaissance Orbiter. Ses coordonnées sont 32,5956°N  19,3496°E.

### Déroulement de l'alunissage prévu

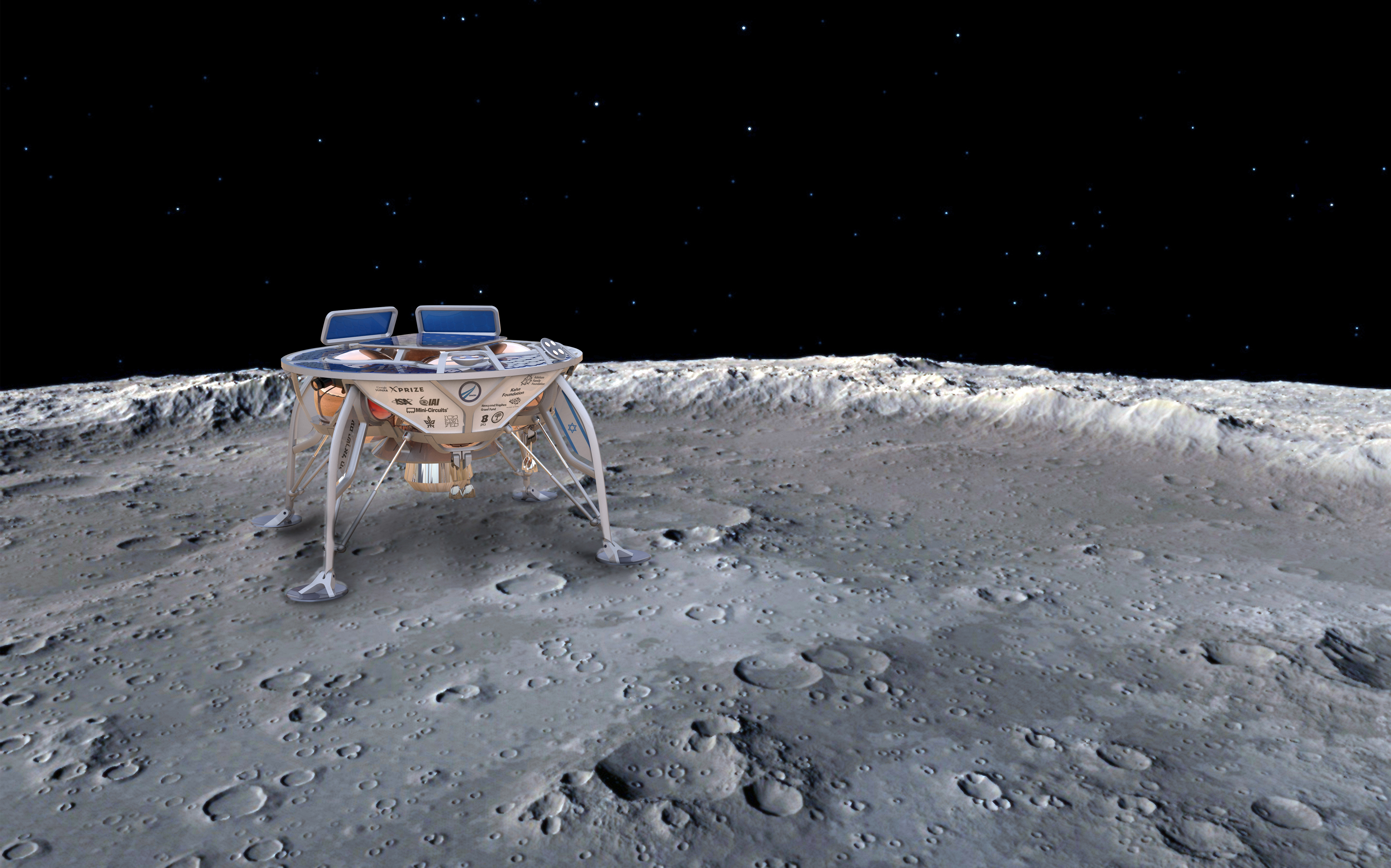
Beresheet à la surface de la Lune (vue d'artiste).

Si l'alunissage avait réussi, il se serait déroulé de la manière suivante. Après s'être stabilisé au-dessus du sol à une altitude de cinq mètres, l'alunisseur devait couper sa propulsion et se laisser tomber. Les amortisseurs intégrés dans les quatre pieds du train d'alunissage devaient amortir la vitesse résiduelle relativement réduite compte tenu de la faible gravité de la Lune (1/6e de celle de la Terre). La vidéo de la descente vers le sol lunaire filmée par la caméra embarquée devait être transmise quelques heures plus tard vers la Terre.

## Beresheet 2
Le développement d'un successeur, baptisé Beresheet 2, a été annoncé fin 2020 par SpaceIL. Le projet comprendrait deux alunisseurs et un orbiteur. Il disposerait d'un budget de 100 millions US$ et il serait lancé vers 2024.

## Étude d'une version dérivée de Beresheet par Firefly
L'agence spatiale américaine, la NASA, décide en 2018 de confier la dépose de missions robotiques sur la surface lunaire à des sociétés privées dans le cadre d'un programme baptisé Commercial Lunar Payload Services à l'image de ce qui a été fait pour le ravitaillement et la relève des équipages de la Station spatiale internationale (programmes COTS et CCDeV). L'objectif du programme est de réduire les coûts de l'exploration de la Lune et d'accélérer les missions de retour d'échantillons et de prospection de ressources ainsi que de promouvoir l'innovation et la croissance des sociétés commerciales du secteur.
Pour répondre à l'appel d'offres de la NASA, Firefly Aerospace choisit de s'associer en juillet 2019 avec la société israélienne IAI et d'utiliser l'expertise qu'elle a acquise en développant  l'alunisseur Beresheet. L'engin de Firefly est initialement baptisé Genesis (traduction en anglais de Beresheet).
Cependant, en 2021, en raison de l'évolution des exigences du CLPS, Firefly détermine que Genesis ne répond plus aux exigences de la NASA et commence à travailler sur une nouvelle conception d'atterrisseur lunaire appelée Blue Ghost (Phausis reticulata (en), une espèce de luciole, « firefly » en anglais), mais la collaboration avec IAI est maintenue. Initialement, il doit être placé en orbite par la fusée Firefly Alpha en cours de développement par la société, mais la puissance de celle-ci s'avère insuffisante pour transporter la charge utile de la NASA. Firefly Aerospace évoque son lanceur Beta mais celui-ci est à un stade de développement encore moins avancé,, et décide en mars 2021 de confier le lancement de l'atterrisseur lunaire à la fusée Falcon 9 de SpaceX. Celle-ci permet d'économiser les ergols de Blue Ghost dont la capacité d'emport passe de 100 à 150 kg. La capacité excédentaire doit être commercialisée.